# دنیم

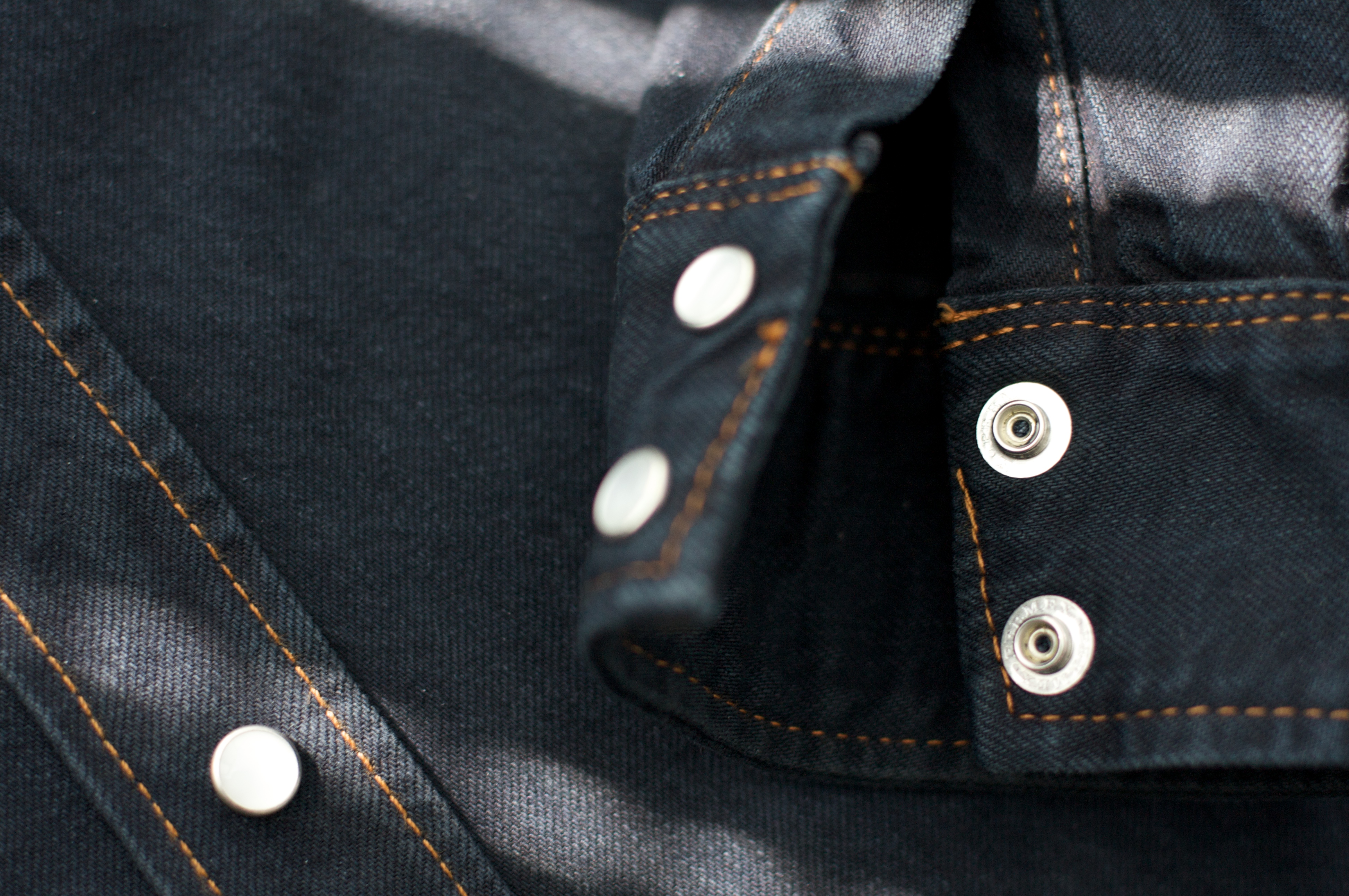
پارچه دنیم با رنگ مشکی و آبی در یک پیراهن.

نمونه ای از کت و شلوار لی سنگ شور شده اسیدی.
این مد در دهه ۱۹۸۰ میلادی با پیدایش موج نو و سینث-پاپ محبوب شد.

لی یا دنیم یک پارچه پنبه ای محکم و ضخیم است که در آن پود از دو یا بیشتر از دو تار می‌گذرد. معمولاً به این پارچه رنگ نیل زده می‌شود و در حالی که فقط چند گرم نیل برای رنگ کردن یک شلوار لازم است، سالانه بیش از ۲۰ میلیون تن نیل در این صنعت مصرف می‌شود. برای نخستین بار لباس ملوانان از این جنس تهیه شد. ولی تنها در دهه ۱۹۵۰ بود که استفاده از جین نخست در میان نوجوانان و سپس در میان همه مردم فراگیر شد. امروزه آمریکائیان سالانه ۱۴ میلیارد دلار جین خریداری می‌کنند. همچنین در ساخت پارچه جین فرآیندی با نام سنگ شوری وجود دارد که برای به وجود آوردن ظاهری فرسوده به پارچه که به تازگی فراوری شده می‌گویند. از فرایند سنگ شوری بیشتر برای پارچه لی استفاده می‌شود. سنگ شوری در دهه ۱۹۸۰ میلادی محبوب شد زیرا شلوار جین اسیدی در این دهه به وجود آمد.